# Problem wydawania reszty
Problem wydawania reszty – zagadnienie z dziedziny algorytmiki, problem polegający na wybraniu z danego zbioru monet o określonych nominałach takiej konfiguracji, by wydać żądaną kwotę przy użyciu minimalnej liczby monet. Jego rozwiązania są wykorzystywane w automatach z napojami, bankomatach itd.

## Definicja
Niech będzie dany zbiór nominałów {\displaystyle w_{1},w_{2},\dots ,w_{n}} i kwota do wydania {\displaystyle C.} Można przyjąć, że nominały są posortowane rosnąco {\displaystyle (w_{1}<w_{2}<\ldots <w_{n}).} Należy wyznaczyć takie współczynniki {\displaystyle x_{1},x_{2},\dots ,x_{n}} (nieujemne, całkowite), żeby:
{\displaystyle \sum _{j=1}^{n}w_{j}x_{j}=C,}
a wartość:
{\displaystyle Z=\sum _{j=1}^{n}x_{j}}
była jak najmniejsza.

## Algorytmy
Poniżej pokazano dwa popularne rozwiązania dla wariantu problemu, w którym zakłada się dostępność dowolnej liczby monet każdego nominału: jedno przy pomocy algorytmu zachłannego, drugie z wykorzystaniem programowania dynamicznego. Przykładowo, dane są trzy nominały – 1 zł, 2 zł i 5 zł. Ile minimalnie monet potrzeba, by wydać 13 zł?
Niech:
k – żądana kwota; według przykładu 13
n – największy element zbioru nominałów
x – liczba potrzebnych monet; początkowo 0

### Algorytm zachłanny
Algorytm zachłanny jest poprawny dla tego problemu w większości stosowanych obecnie systemów monetarnych, jednak nie działa np. dla systemu (1, 4, 5) (kontrprzykładem jest kwota 8).
W tym przypadku, algorytm będzie wartość:
k – w każdym kroku pomniejszał o n
n – porównywał z wartością k, by stwierdzić, czy jest ona mniejsza lub równa
x – w każdym kroku zwiększał o 1
Algorytm odejmuje od zadanej kwoty największy spośród nominałów mniejszych i równych kwocie. Następnie, o ile kwota jest większa od zera, powtarza czynność. Liczba powtórzeń jest liczbą potrzebnych monet.
Dla powyższego przykładu algorytm zadziała następująco:
| k | 13 | 8 | 3 | 1 |  |
| n | 5  | 5 | 2 | 1 |  |
| x | 1  | 2 | 3 | 4 |  |

Zaletą powyższego algorytmu jest szybkość i prostota implementacji.

#### Implementacja
Algorytm zachłanny zapisany w C++:
```
// k – zadana kwota, x=0 – wynik

// N – zbiór nominałów (tablica o długości l)

while
 
(
k
 
>
 
0
)
 
{
                              
// dopóki kwota większa od zera

    
int
 
n
 
=
 
0
;
                               
// n – maksymalny nominał mniejszy lub równy kwocie

    
for
 
(
int
 
i
 
=
 
0
;
 
i
 
<
 
l
;
 
++
i
)
 
{
            
// wśród wszystkich nominałów...

        
if
 
((
N
[
i
]
 
<=
 
k
)
 
&&
 
(
N
[
i
]
 
>
 
n
))
 
{
     
// ...znajdź n

            
n
 
=
 
N
[
i
];

        
}

    
}

    
k
 
-=
 
n
;
                                  
// pomniejsz kwotę o n

    
++
x
;
                                     
// zwiększ wynik o 1

}

```

Wadą rozwiązania zachłannego jest brak możliwości wykorzystania w przypadku, gdy nominały mogą być tak dobrane, że nie zawsze znajdzie się nominał, przez który kwota dzieli się bez reszty. Przykładem jest sytuacja z życia codziennego: nominały w bankomatach to zwykle 20, 50, 100 i 200 zł. Algorytm zachłanny zastosowany przy takich nominałach dla kwoty 60 zł nie zadziałałby – w pierwszym kroku pomniejszyłby kwotę o 50 zł, pozostawiając 10 zł; tak mała kwota nie może być wydana przy użyciu ww. nominałów.

### Algorytm z wykorzystaniem programowania dynamicznego
Dzięki wykorzystaniu programowania dynamicznego możliwe jest znalezienie rozwiązania dla tego problemu przy dowolnym zbiorze nominałów i dowolnej kwocie. Algorytm polega na przetwarzaniu kolejnych nominałów i obliczeniu minimalnej liczby potrzebnych monet dla wydania kwot od 0 do k. Przy analizie kolejnego nominału wykorzystywane są informacje pozyskane w czasie wcześniejszych analiz. Jeśli nie będzie możliwe wydanie kwoty przy użyciu dostępnych nominałów, zostanie zwrócony wynik „nieskończoność”.
Przebieg algorytmu:
- Zapisz w postaci tablicy T liczbę monet potrzebną do wydania każdej kwoty od 0 do k. Pierwotnie (przed przeanalizowaniem jakiegokolwiek nominału) dla kwoty 0 liczba ta wynosi 0, a dla każdej kwoty większej od 0 – „nieskończoność”.
- Wczytaj nominał n. Dla każdej kwoty j od 0 do k-n wykonuj:
  - sprawdź, czy wiadomo, iloma monetami dotychczas wczytanych nominałów można wydać kwotę j (tzn. czy element tablicy T[j] ma wartość „skończoną”);
    - jeżeli tak, to sprawdź, czy dodając do nich jedną monetę nominału n, uzyskasz liczbę monet (T[j]+1) mniejszą, niż dotychczas wyznaczona dla kwoty j+n (T[j+n]);
      - jeśli tak, to zapisz tę nową, mniejszą liczbę monet dla powiększonej kwoty (przypisz T[j]+1 do T[j+n]).
- Jeśli do wczytania pozostały jeszcze jakieś nominały, przejdź do kroku 2.
- Wynik dla kwoty k zapisany jest w T[k].

Dla podanego na początku artykułu przykładu zadziała następująco:
| n | T | T | T | T | T | T | T | T | T | T | T  | T  | T  | T  |
| n | 0 | 1 | 2 | 3 | 4 | 5 | 6 | 7 | 8 | 9 | 10 | 11 | 12 | 13 |
| – | 0 | ∞ | ∞ | ∞ | ∞ | ∞ | ∞ | ∞ | ∞ | ∞ | ∞  | ∞  | ∞  | ∞  |
| 1 | 0 | 1 | 2 | 3 | 4 | 5 | 6 | 7 | 8 | 9 | 10 | 11 | 12 | 13 |
| 2 | 0 | 1 | 1 | 2 | 2 | 3 | 3 | 4 | 4 | 5 | 5  | 6  | 6  | 7  |
| 5 | 0 | 1 | 1 | 2 | 2 | 1 | 2 | 2 | 3 | 3 | 2  | 3  | 3  | 4  |

Przy odwrotnej kolejności wczytywania nominałów wyniki będą następujące:
| n | T | T | T | T | T | T | T | T | T | T | T  | T  | T  | T  |
| n | 0 | 1 | 2 | 3 | 4 | 5 | 6 | 7 | 8 | 9 | 10 | 11 | 12 | 13 |
| – | 0 | ∞ | ∞ | ∞ | ∞ | ∞ | ∞ | ∞ | ∞ | ∞ | ∞  | ∞  | ∞  | ∞  |
| 5 | 0 | ∞ | ∞ | ∞ | ∞ | 1 | ∞ | ∞ | ∞ | ∞ | 2  | ∞  | ∞  | ∞  |
| 2 | 0 | ∞ | 1 | ∞ | 2 | 1 | 3 | 2 | 4 | 3 | 2  | 4  | 3  | 5  |
| 1 | 0 | 1 | 1 | 2 | 2 | 1 | 2 | 2 | 3 | 3 | 2  | 3  | 3  | 4  |

#### Implementacja
Taki algorytm jest bardziej uniwersalny, ale nieco trudniejszy w implementacji.
Przykład kodu w C++:
```
#define INFINITY 2147483647 
// nieskończoność definiujemy umownie jako górny kres typu integer

/*

...

*/

// a – liczba nominałów, k – żądana kwota

int
*
 
T
 
=
 
new
 
int
[
k
+
1
];
                
// utwórz tablicę T o zakresie od 0 do k

T
[
0
]
 
=
 
0
;
                             
// dla kwoty 0 potrzebujesz 0 monet

int
 
i
;

for
 
(
i
=
1
;
i
<=
k
;
++
i
)
 
{
                  
// dla każdej kwoty od 1 do k

    
T
[
i
]
=
INFINITY
;
                    
// potrzebujesz nieskończoność monet

}

for
 
(
i
=
1
;
i
<=
a
;
++
i
)
 
{
                  
// dla każdego nominału wykonuj:

    
int
 
n
;
                            
// n – aktualnie analizowany nominał

    
cin
 
>>
 
n
;
                         
// wczytaj nominał

    
for
 
(
int
 
j
=
0
;
j
<=
k
-
n
;
++
j
)
 
{
        
// dla j=0 do k-n wykonuj:

        
if
 
(
T
[
j
]
 
<
 
INFINITY
)
 
{
        
// jeżeli T[j] już ma przypisaną wartość i jeżeli

            
if
 
(
T
[
j
]
+
1
 
<
 
T
[
j
+
n
])
 
{
    
// dodanie monety zmniejszy liczbę monet dla kwoty j+n,

                
T
[
j
+
n
]
 
=
 
T
[
j
]
+
1
;
      
// to zapisz nową liczbę monet dla zwiększonej kwoty.

            
}

        
}

    
}

}

```